# St. Louis Scott Gallagher Soccer Club
O St. Louis Scott Gallagher Soccer Club (SLSG) é um clube esportivo dedicado ao desenvolvimento e avanço de todos os níveis de futebol na área metropolitana de St. Louis, Missouri e Illinois . 
O resultado da fusão de 2007 de três dos principais clubes de futebol da região (St. Louis / Busch Soccer Club, Scott Gallagher Soccer Club e Metro United Soccer Club), o SLSG patrocina 275 equipes para crianças e jovens entre 6 e 20 anos, incluindo programas da Academia de Desenvolvimento de Futebol dos EUA . 
Além de equipes e ligas, a organização patrocina atividades como campos de treinamento, treinamento físico especializado, treinamento de gerentes / treinadores e nove torneios sazonais para equipes de grupos etários de meninos e meninas de todos os EUA e Canadá. 
O SLSG está sediado no World Wide Technology Soccer Park em Fenton, Missouri . A organização também possui instalações em Creve Coeur e Cottleville, Missouri e Collinsville, Illinois . 
Uma unidade da organização, SLSG Pro LLC, é dona e opera o Saint Louis FC, uma equipe do USL Championship que joga em casa no Toyota Stadium de 5.500 lugares no World Wide Technology Soccer Park. 

## Estatísticas

### Participações
|  | Participações em 2020 |

| Competição     | Competição               | Temporadas | Melhor campanha         | Estreia | Última | P | R |
| Estados Unidos | Lamar Hunt U.S. Open Cup | 3          | Primeira Fase (3 vezes) | 1991    | 1993   |   | – |